# کارلتون چمبرز
کارلتون چمبرز (انگلیسی: Carlton Chambers؛ زادهٔ ۲۷ ژوئن ۱۹۷۵) دونده اهل کانادا بود.
از افتخارات وی میتوان به کسب مدال طلا دو ۴×۱۰۰ متر امدادی در بازی‌های المپیک تابستانی ۱۹۹۶ اشاره کرد.